# Concord (Arkansas)
Concord è un comune degli Stati Uniti d'America, situato in Arkansas, nella contea di Cleburne.